# 2007-es katalán rali

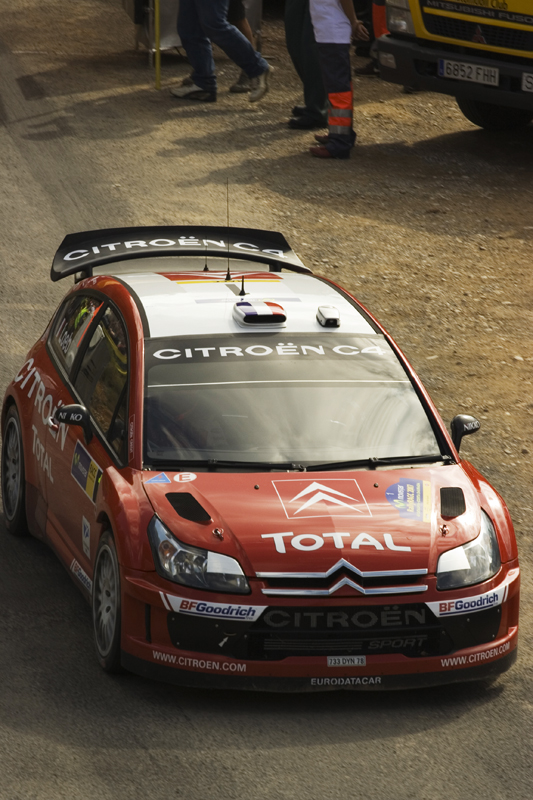
Sébastien Loeb harmadik sikerét aratta a katalán versenyen

A 2007-es katalán rali (hivatalosan: 43º Rally RACC Catalunya - Costa Daurada) volt a 2007-es rali-világbajnokság tizenkettedik futama. Október 5 és 7 között került megrendezésre, 18 gyorsasági szakaszból állt, melyek össztávja 353 kilométert tett ki. A versenyen 81 páros indult, melyből 65 ért célba.
A versenyt Sébastien Loeb nyerte, akinek ez volt a hatodik győzelme a 2007-es szezonban. Másodikként csapattársa Dani Sordo végzett, harmadik pedig Marcus Grönholm lett.
A futam a junior ralibajnokság szezonbeli hatodik futama is volt egyben. Ezt az értékelést a svéd Per-Gunnar Andersson nyerte, Martin Prokop és Urmo Aava előtt.

## Beszámoló
Első nap

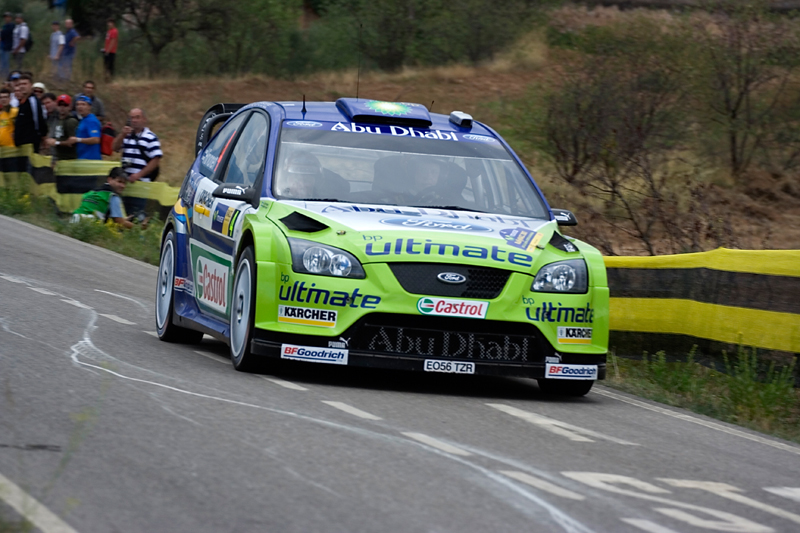
Mikko Hirvonen egyenletes teljesítménnyel lett negyedik

Hat gyorsasági szakaszt rendeztek az első napon. A mezőny az esős időjárásnak köszönhetően vizes aszfalton teljesítette a nyitónap távját. Marcus Grönholm részsikerével kezdődött nap, majd a második gyorson Sébastien Loeb vette át a vezetést. Dani Sordo két szakasz erejéig is az élen állt, ám jobb gumiválasztásának köszönhetően a nap végére már újfent Loeb vezetett. Grönholm eltaktikázta az utolsó két gyorsot, a finn ugyanis száraz pályára alkalmas gumit választott, sok időt vesztve így. Grönholm közel egy perc hátrányban volt a két Citroen mögött a nap végére. Őt csapattársa, Mikko Hirvonen követte a negyedik helyen.
A pontszerzésre esélyes versenyzők közül többen is baleset miatt estek ki az első napon. Luís Pérez Companc a második, Manfred Stohl és Jan Kopecky pedig a harmadik szakaszon törte össze autóját.
Második nap

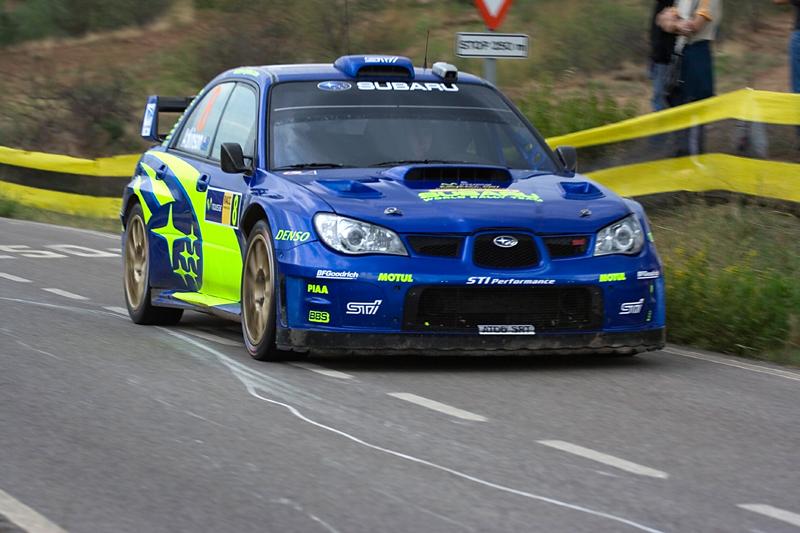
Chris Atkinson több hibát is elkövetett a verseny alatt, végül nyolcadikként zárt

A második napon nem változott a pontszerzők sorrendje. Grönholm négy gyorsaságit nyert, ám ezzel a teljesítménnyel is mindössze hét másodpercet hozott Loebön, és fél percre volt a második Sordo mögött. Hirvonen továbbra is a negyedik helyen állt, biztonságos előnnyel az ötödik Duval előtt.
A nyolcadik helyen álló Chris Atkinson autója bal oldalát törte össze a szombati napon. Az egyik szakaszon a szalagkorláthoz túl közel kanyarodott és az ütközés átdobta az út másik oldalán található sziklafalra. A fal két kerékre dobta a Subaru Imprezát ami rövid egyensúlyozást követően a talpán állt meg és Atkinson folytatni tudta a versenyt.
Harmadik nap
A zárónap sem hozott változást az első nyolc helyezett között. Noha ezen a napon is Marcus Grönholm volt a leggyorsabb, csak másodpercekkel tudott közelebb kerülni két Citroenes riválisához. Győzelmével Loeb hat pontra közelítette meg Grönholmot a világbajnoki pontversenyben.

## Szakaszok
| Nap                | #   | Rajtidő | Szakasz               | Hossz    | Győztes                        | Idő     | Átlag seb. | Versenyben vezető |
| ------------------ | --- | ------- | --------------------- | -------- | ------------------------------ | ------- | ---------- | ----------------- |
| 1. nap (Október 5) | 1.  | 08:21   | Querol 1              | 25.43 km | Marcus Grönholm                | 13:57.1 | 109.4 km/h | Marcus Grönholm   |
| 1. nap (Október 5) | 2.  | 09:09   | El Montmell 1         | 24.14 km | Sébastien Loeb                 | 12:56.4 | 111.9 km/h | Sébastien Loeb    |
| 1. nap (Október 5) | 3.  | 12:46   | Querol 2              | 25.43 km | François Duval                 | 13:48.5 | 110.5 km/h | Sébastien Loeb    |
| 1. nap (Október 5) | 4.  | 13:34   | El Montmell 2         | 24.14 km | Daniel Sordo                   | 12:31.4 | 115.7 km/h | Daniel Sordo      |
| 1. nap (Október 5) | 5.  | 16:48   | El Lloar - La Figuera | 22.43 km | Mikko Hirvonen                 | 12:27.7 | 108.0 km/h | Daniel Sordo      |
| 1. nap (Október 5) | 6.  | 18:00   | Pratdip               | 26.48 km | Sébastien Loeb                 | 16:16.7 | 97.6 km/h  | Sébastien Loeb    |
| 2. nap (Október 6) | 7.  | 08:43   | Villaplana 1          | 13.29 km | Marcus Grönholm                | 7:54.4  | 100.9 km/h | Sébastien Loeb    |
| 2. nap (Október 6) | 8.  | 09:37   | Coll del Grau 1       | 26.33 km | Sébastien Loeb                 | 13:59.5 | 112.9 km/h | Sébastien Loeb    |
| 2. nap (Október 6) | 9.  | 10:16   | Margalef - La Palma 1 | 15.85 km | Marcus Grönholm                | 9:45.8  | 97.4 km/h  | Sébastien Loeb    |
| 2. nap (Október 6) | 10. | 11:21   | La Serra d'Almos 1    | 4.11 km  | Daniel Sordo                   | 2:38.3  | 93.5 km/h  | Sébastien Loeb    |
| 2. nap (Október 6) | 11. | 13:22   | Villaplana 2          | 13.29 km | Marcus Grönholm                | 7:44.1  | 103.1 km/h | Sébastien Loeb    |
| 2. nap (Október 6) | 12. | 14:16   | Coll del Grau 2       | 26.33 km | Daniel Sordo                   | 13:59.0 | 113.0 km/h | Sébastien Loeb    |
| 2. nap (Október 6) | 13. | 14:55   | Margalef - La Palma 2 | 15.85 km | Sébastien Loeb                 | 9:38.8  | 98.6 km/h  | Sébastien Loeb    |
| 2. nap (Október 6) | 14. | 16:00   | La Serra d'Almos 2    | 4.11 km  | Marcus Grönholm                | 2:37.7  | 93.8 km/h  | Sébastien Loeb    |
| 3. nap (Október 7) | 15. | 08:15   | Riudecanyes 1         | 16.32 km | Marcus Grönholm Sébastien Loeb | 10:19.2 | 94.9 km/h  | Sébastien Loeb    |
| 3. nap (Október 7) | 16. | 09:16   | Colldejou 1           | 26.51 km | Daniel Sordo                   | 15:38.7 | 101.7 km/h | Sébastien Loeb    |
| 3. nap (Október 7) | 17. | 11:59   | Riudecanyes 2         | 16.32 km | Marcus Grönholm                | 10:15.1 | 95.5 km/h  | Sébastien Loeb    |
| 3. nap (Október 7) | 18. | 13:00   | Colldejou 2           | 26.51 km | Marcus Grönholm                | 15:39.9 | 101.5 km/h | Sébastien Loeb    |

## Végeredmény
|          | Versenyző            | Navigátor            | Autó                 | Idő       | Különbség | Pont |
| -------- | -------------------- | -------------------- | -------------------- | --------- | --------- | ---- |
| 1.       | Sébastien Loeb       | Daniel Elena         | Citroën C4 WRC       | 3:22:50.5 | 0.0       | 10   |
| 2.       | Daniel Sordo         | Marc Marti           | Citroën C4 WRC       | 3:23:04.3 | 13.8      | 8    |
| 3.       | Marcus Grönholm      | Timo Rautiainen      | Ford Focus RS WRC 07 | 3:28:46.6 | 39.8      | 6    |
| 4.       | Mikko Hirvonen       | Jarmo Lehtinen       | Ford Focus RS WRC 07 | 3:23:30.3 | 1:25.8    | 5    |
| 5.       | François Duval       | Patrick Pivato       | Citroën Xsara WRC    | 3:24:16.3 | 2:28.7    | 4    |
| 6.       | Petter Solberg       | Phil Mills           | Subaru Impreza WRC07 | 3:25:19.2 | 2:54.1    | 3    |
| 7.       | Jari-Matti Latvala   | Ole Kristian Unnerud | Ford Focus RS WRC 06 | 3:25:44.6 | 3:38.2    | 2    |
| 8.       | Chris Atkinson       | Stephane Prevot      | Subaru Impreza WRC07 | 3:26:28.7 | 4:22.4    | 1    |
| JRC      |                      |                      |                      |           |           |      |
| 1. (15.) | Per-Gunnar Andersson | Jonas Andersson      | Suzuki Swift S1600   | 3:44:24.5 | 0.0       | 10   |
| 2. (17.) | Martin Prokop        | Jan Tománek          | Citroën C2 S1600     | 3:44:58.4 | 33.9      | 8    |
| 3. (18.) | Urmo Aava            | Kuldar Sikk          | Suzuki Swift S1600   | 3:45:04.4 | 39.9      | 6    |
| 4. (22.) | Jozef Béreš jun.     | Petr Starý           | Renault Clio S1600   | 3:48:03.9 | 3:39.4    | 5    |
| 5. (24.) | Conrad Rautenbach    | David Senior         | Citroën C2 S1600     | 3:49:24.3 | 4:59.8    | 4    |
| 6. (27.) | Jaan Mölder jr.      | Katrin Becker        | Suzuki Swift S1600   | 3:53:24.0 | 8:59.5    | 3    |
| 7. (31.) | Aaron Burkart        | Michael Kölbach      | Citroën C2 S1600     | 3:55:04.1 | 10:39.6   | 2    |
| 8. (33.) | Yoann Bonato         | Benjamin Boulloud    | Citroën C2 R2        | 3:57:03.4 | 12:38.9   | 1    |